# Michał Mużyło Buczacki
Michał Mużyło Buczacki herbu Abdank (zm. 1470) – wojewoda podolski od 1465, kasztelan kamieniecki od 1460, starosta śniatyński i kołomyjski, cześnik halicki.

## Życiorys
Syn Michała Awdańca z Buczacza (zm. po 7 listopada 1394) – wojewody podolskiego i Małgorzaty Koła. Miał brata Michała Buczackiego (zm. 1438) – kasztelana, cześnika i starostę halickiego, męża Elbiety Kniehnińskiej oraz Teodoryka Buczackiego Jazłowieckiego – kasztelana halickiego.
W dziale po ojcu otrzymał Buczacz. W 1427 uzyskał od króla Władysława II Jagiełły zatwierdzenie posiadania i przeniesienia jego rodowego Buczacza na prawo polskie. W 1430 wziął udział w zajęciu Podola przez wojska polskie. W 1436 otrzymał w zastaw Śniatyń i Kołomyję. W 1461 był posłem królewskim w Besarabii. Był gwarantem pokoju toruńskiego 1466 roku.
Miał żonę Jadwigę, a po jej śmierci Katarzynę, z którą miał trzech synów; Michała (starostę śniatyńskiego), Jana (dał żonie swej oprawę na dobrach Hołhocze z przeległościami) i Dawida (starostę generalnego i wojewodę podolskiego)  oraz  dwie córki;  Katarzynę poślubioną przez Andrzeja Fredrę h. Bończa i Małgorzatę poślubiona przez Mikołaja Kmitę z Dubiecka (zm. ok. 1447).